# Mladé Bříště
Mladé Bříště é uma comuna checa localizada na região de Vysočina, distrito de Pelhřimov.